# 케일라 이웰
케일라 유얼(Kayla Ewell, 1985년 8월 27일 ~ )은 미국의 배우이다.

## 출연 작품
- 에이전트 라스트 워 (2021)
- 2 이어스 오브 러브 (2017)
- 데들리 데이케어 (2014)
- 더 디멘티드 (2013)
- 파이어드 업! (2009)
- 임펙트 포인트 (2008)
- 시니어 스킵 데이 (2008)
- 머터리얼 걸스 (2006)
- 행운을 돌려줘 (2006)

### 텔레비전
- 프릭스 앤 긱스 (2000)
- 더 볼드 앤 더 뷰티풀 (2004-05)
- The O.C. (2005)
- 뱀파이어 다이어리 (2009-11, 2014, 2017)